# Ратуша Буффало
Ратуша Буффало — здание муниципалитета (сити-холл) города Буффало, США. Является одним из крупнейших и самых высоких муниципальных зданий в США, а также одно из самых высоких зданий в Западном Нью-Йорке. В 1999 году Сити-холл Буффало был включен в Национальный реестр исторических мест США.

## Строительство
Здание было построено John W. Cowper Company, той же самой фирмой, которая строила отель Стэтлер и городской спортивный клуб, также на Ниагара-Сквер. Стоимость строительства составляла 6,851,546.85$, включая взносы архитектора, делая его одним из самых дорогостоящих зданий муниципалитета в США.
16 сентября 1929 года земля под постройку была подготовлена, а краеугольный камень был заложен 14 мая 1930. Строительство было окончено 10 ноября 1931, хотя въезд администрации города начался ещё в сентябре того же года. Ранее администрация располагалась старом здании муниципалитета, как его сейчас называют, которое было построено в 1875 году.
Летом 2009 южное крыло здания было реконструировано.
Сити-холл являлся самым высоким (115.2 м) зданием Буффало до 1970 года. Общая площадь его составляет 52,612.2 m2. m2). Интересная особенность - все окна открываются внутрь, что облегчает процедуру их мытья. Для того, чтобы вымыть их все, требуется около десяти дней. В здании 12 лифтов: восемь на 13-й этаж, и четыре на 25-й. Это одно из нескольких зданий в США, в которых все еще работают лифтёры.
В здании 5,000 электрических розеток, 5,400 электрических выключателей и 21 вентиляционная машина, 177 км медного провода, весящего 43 тонны, и 75.5 км или 180 тонн трубопровода.
Первоначально Сити-холл был оборудован 375 телефонами и основным распределительным щитом. Внешнее освещение работало круглосуточно посредством 369 прожекторов.
Здание муниципалитета было разработано и построено с системой кондиционирования, которая использует сильные ветры со стороны озера Эри. Большие вентили, размещённые на западной стороне здания, направляют поступающий воздух для охлаждения под землю, откуда он поступает через систему кондиционирования на все этажи. Ветер с озера обычно достаточно силён, чтобы привести в действие эту систему.

## Галерея
- Вид с воздуха. 1971 год.
- Вид со стороны Ниагара-сквер. На переднем плане мемориал президента Уильямa Мак-Кинли
- Верхушка башни
- Скульптурная композиция на главном входе
- Детали композиции
- Фреска Уильяма де Лефтвиша Доджа в главном вестибюле.
- Также фреска
- Памятник Гроверу Кливленду на северо-восточном углу здания
- Памятник Милларду Филлмору на юго-восточном углу здания
- Ночной вид